# 稲川方人
稲川 方人（いながわ まさと、1949年6月1日 - ）は、日本の詩人、映画監督、映画評論家である。

## 経歴
福島県棚倉町出身。静岡県立伊東高等学校卒業。多摩芸術学園映画科在学中に、バリケード封鎖に関与し除籍処分。
1974年、平出隆、河野道代とともに書紀書林を設立。1975年以降、同社から詩誌『書紀』『書紀=紀』などを刊行。さらに90年代には建畠晢が加入し、詩誌『stylus』を刊行した。1991年、『2000光年のコノテーション』で現代詩花椿賞を受賞。2008年、『聖 - 歌章』で高見順賞を受賞。2010年、瀬尾育生との共著『詩的間伐 - 対話2002-2009』 で第1回鮎川信夫賞を受賞。
1991年から、1980年代『カイエ・デュ・シネマ』フランス本誌に寄稿していた梅本洋一とともに『カイエ・デュ・シネマ・ジャポン』の編集に携わり、同誌休刊まで継続する。

## 著書
- 『償われた者の伝記のために』 書紀書林、1976年
- 『稲川方人詩集』 思潮社、1979年
- 『封印』 思潮社、1985年
- 『われらを生かしめる者はどこか』 青土社、1986年
- 『彼方へのサボタージュ』 小沢書店、1987年
- 『反感装置 Splash book』 思潮社、1987年
- 『アミとわたし』 書肆山田、1988年
- 『稲川方人詩集』 思潮社〈現代詩文庫〉、1990年
- 『2000光年のコノテーション』 思潮社、1991年
- 『君の時代の貴重な作家が死んだ朝に君が書いた幼い詩の復習』 書肆山田、1997年
- 『稲川方人全詩集』 思潮社、2002年
- 『聖 - 歌章』 思潮社、2007年
- 『詩的間伐 - 対話2002-2009』 （瀬尾育生との共著）思潮社、2009年
- 『詩と、人間の同意』 思潮社、2013年
- 『形式は反動の階級に属している』 書肆子午線、2015年